# Конфедерація Незалежної Польщі

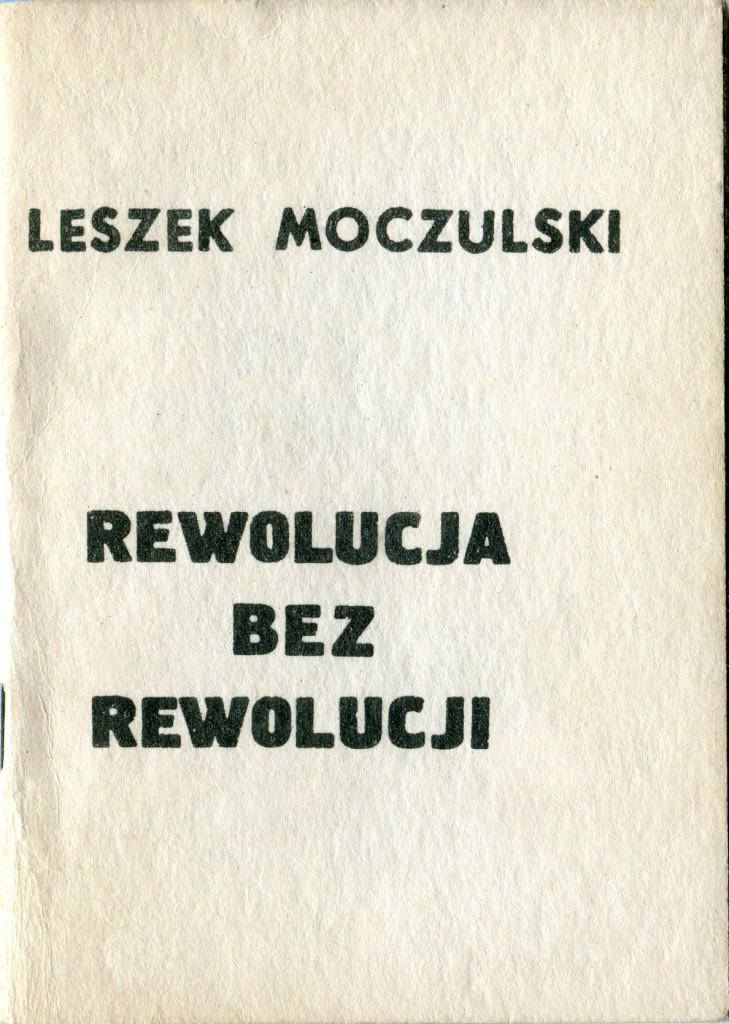
Неофіційна програма КПН Лешека Мочульського «Революція без революції» була вперше опублікована в червні 1979 року в «Дорозі». Після цього вона неодноразово видавалась у Польщі та за кордоном як самостійна публікація

Конфедерація Незалежної Польщі (пол. Konfederacja Polski Niepodległej, KPN) — польська політична група, заснована 1 вересня 1979 року Лєшеком Мочульським, Тадеушем Станьським і Ромуальдом Шеремєтьєвим, посилаючись на традиції Пілсудського . Перша партія антикомуністичного характеру була створена в Центральній і Східній Європі в післясталінську еру. Діяла як політична партія до 12 січня 2018 року з перервою у 2003–2007 роках.

## Історія

### Опозиційна діяльність у ПНР
Витоки КПН пов’язують з Лешеком Мочульським і ROPCiO, які Лешек Мочульскі розглядав як етап на шляху до створення відкритої незалежницької партії.
Неофіційною програмою КПН став твір Лешека Мочульського «Революція без революції», опублікований у червневому номері «Дороги» 1979 року. У цьому документі Лешек Мочульський назвав Польську Народну Республіку «формою радянської влади над Польщею». Він передбачив, що держава опинилася на порозі спонтанного спалаху соціального гніву, викликаного крахом планової економіки. Він стверджував, що в часи цього соціального вибуху радянське втручання малоймовірне. Це дає змогу реалізувати програму незалежності методом «конструктивної революції», «яка є нічим іншим, як польською національною революцією». Автор постулював поступове будівництво «Третьої республіки» і сформулював п'ять послідовних етапів досягнення цієї мети. Він підкреслив, що це реально і що це можна досягти без кровопролиття. «Тому вся справа в тому, щоб спровокований соціальний вибух перетворити на масову акцію за трьома принципами: сидячий страйк замість вуличного протистояння, універсальність страйку в усіх регіонах і галузях економіки, самоорганізація.".
Сьогодні цей документ сприймається як маніфест політичного реалізму, що передбачає шлях відновлення громадянами незалежного політичного існування при мінімізації витрат. Реалізація програми незалежності мала бути революційною через мету, а не через метод.
У 1977–1979 роках утворилося кілька невеликих опозиційних груп, які згодом увійшли до складу КПН (поряд із середовищем «Дроги»). Це були: Люблінська Народна Група, Рух Польського Соціалістичного Союзу, Седлецько-Підляська Народно-Національна Група та Національний Католицький Союз.

#### 1980–1989 роки

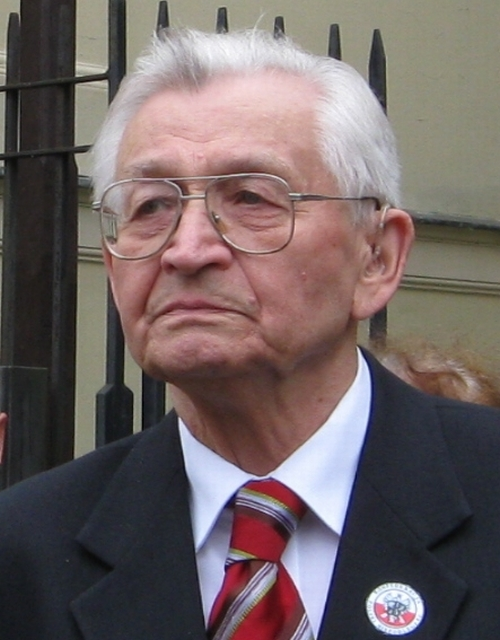
Лешек Мочульскі, багаторічний голова KPN

До серпня KPN видавала три журнали. Це були: «Дорога», «Gazeta Polska» та «Opinia Krakowska». Були також відкриті закордонні представництва КПН: у Швеції (адвокати: Єжи Клебан і Томаш Стрижевський), в Норвегії (Владислав Гауза), у Західній Німеччині (Мацей Пстронг-Біленський), у Франції (Тадеуш Бжостек), в Іспанії (Єжи Радловський)., у Великій Британії (Францішек Вільк), у США (Генрік Шустер) і в Канаді (Маріан Орловський). Активісти КПН за кордоном (Владислав Гауза, Мацей Пстронг-Біленський і Томаш Стржижевський) також мали представляти КПН на Мадридській зустрічі Наради з безпеки та співпраці в Європі в 1980 році.

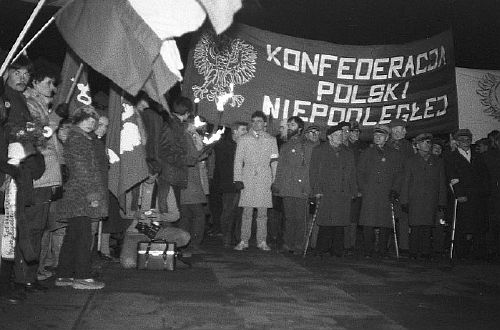
11 листопада 1981 р. – багатотисячний мітинг, організований КПН на площі Матейків у Кракові біля символічної могили Невідомого солдата, серед ветеранів – полковник Юзеф Герцог, який виголосив останню публічну промову.

26 липня 1980 року в приватному будинку в Лёндек-Здруй відбувся 1-й з'їзд КПН. Під час з’їзду втрутилася СБУ, учасників з’їзду було затримано. Оскільки вони не поміщалися в ізоляторі, їх помістили до міліцейської кімнати, де вони продовжували наради, поки їх не перевезуть до сусідніх ізоляторів або не звільнять. Найважливіші рішення І з'їзду стосувалися прийняття тимчасового статуту та обрання статутних органів. Лешек Мочульскі формально став головою Політичної ради КПН.
Протягом перших чотирьох місяців «Карнавалу Солідарності» було заарештовано 7 активістів КПН: Мочульського (вже у вересні 1980 р.), Зигмунта Ґолавського, Тадеуша Станського (обидва у листопаді 1980 р.), Кшиштофа Бздила, Тадеуша Яндзішака та Єжи Сихута (усі грудень 1980), Ромуальд Шеремєтьєв (у січні 1981). Побоюючись репресій проти інших активістів КПН, її діяльність була призупинена в грудні 1980 року (до липня 1981 року), а члени та прихильники КПН брали активну участь у Комітетах захисту ув'язнених за їхні переконання.
Акції протесту KOWzaP (особливо голодні протести та марші протесту у травні та червні 1981 р.) та зусилля смертельно хворого примаса Стефана Вишинського призвели до звільнення всіх заарештованих активістів КПН (6 червня 1981 р.).
15 червня 1981 року у Воєводському суді у Варшаві розпочався процес над чотирма лідерами КПН: Яндзішаком, Мочульським, Станьським і Шеремєтьєвим. Останніх трьох знову заарештували 9 липня 1981 року за клопотанням прокуратури.

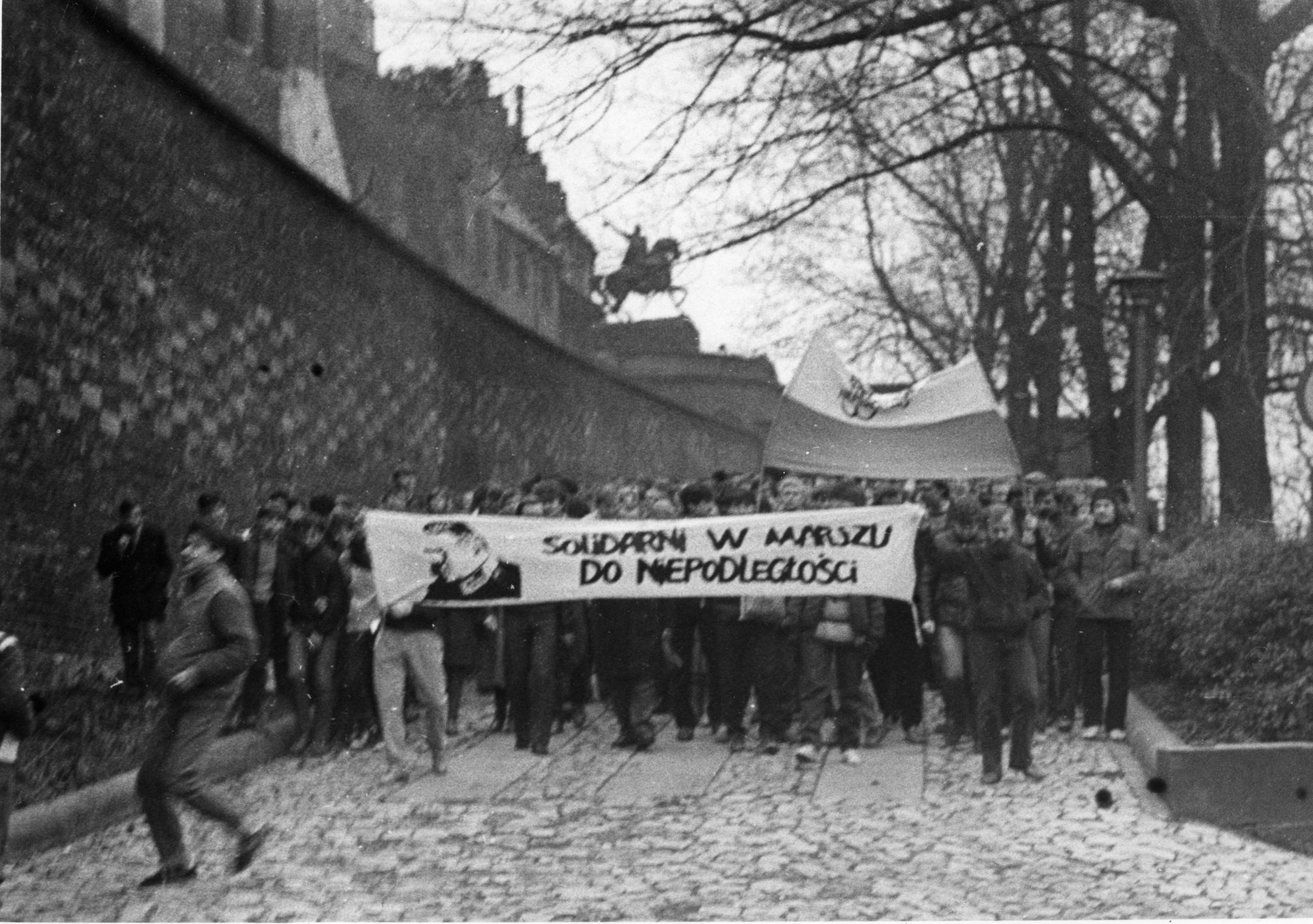
11 листопада 1984 р. – маніфестація, організована Краківською КПН, спускається від Вавельського замку до символічної могили Невідомого солдата на площі Матейки.

## Символи
Конфедерація Незалежної Польщі використовувала білий і червоний кольори. Емблемою КПН був Білий Орел у золотій короні зі знаком Бойової Польщі на грудях, на біло-червоному полі з написом «Конфедерація Незалежної Польщі» зліва. Гаслом КПН було: «Свобода і незалежність».